# Angustassiminea yoshidayukioi
Angustassiminea yoshidayukioi е вид коремоного от семейство Assimineidae.

## Разпространение
Видът е разпространен във Филипини, Южна Корея и Япония (Кюшу, Хоншу и Шикоку).

## Описание
Популацията на вида е намаляваща.